# Lennart Hardell
Olof Lennart Hardell, född 18 oktober 1944 i Hietaniemi församling, Norrbottens län är en svensk läkare och onkolog. Han är professor i onkologi och verksam vid Universitetssjukhuset i Örebro.
Hardell disputerade 1981 vid Umeå universitet på doktorsavhandlingen Epidemiological studies on soft-tissue sarcoma and malignant lymphoma and their relation to phenoxy acid or chlorophenol exposure.

## Hormoslyr
Lennart Hardell har verksamt bidragit till att det cancerframkallande växtbekämpningsmedlet Hormoslyr förbjöds. För detta har han belönats med Cancer- och Allergifondens miljöpris 1997. Han har även erhållit Coops Änglamarkspris (år 2007).
Studierna var de första i världen som visade att fenoxisyror, klorfenoler och föroreningar i form av dioxiner (däribland det så kallade Seveso-giftet TCDD) var cancerframkallande. Världshälsoorganisationens organ International Agency for Research on Cancer (IARC) klassade TCDD som cancerframkallande för människa 1997, grupp I, vilket är den starkaste risken av fyra grupper. IARC bedömde att risken var särskilt hög för sarkom och lymfom, det vill säga de cancerformer som Hardell sett en ökad risk för i sina studier. Dessa studier var starkt bidragande till beslutet att klassa TCDD som cancerframkallande.
När National Academy of Sciences i USA utvärderade forskningsområdet gjordes följande bedömning om Hardells studier: ”Although these studies have been criticized, the committee feels that there is insufficient justification to discount the consistent pattern of elevated risks, and the clearly described and sound methods employed.”

## Mobiltelefoners elektromagnetiska fält
Hardell har publicerat flera uppmärksammade studier om hälsorisker, främst hjärntumörer, associerade med mobiltelefonanvändning. IARC klassificerade den 31 maj 2011 elektromagnetiska fält från mobiltelefoner och trådlösa bordstelefoner som möjligen cancerframkallande för människan (grupp 2B). Hardell-gruppens studier på området var starkt bidragande till beslutet.